# Torneo Nacional de Futsal (Colombia)
El Torneo Nacional de Futsal fue la Segunda Categoría del futsal profesional colombiano que se jugó durante una sola temporada en el año 2018, organizada por la Federación Colombiana de Fútbol (FCF) con el objetivo de incrementar el nivel del futsal colombiano y buscar nuevos talentos alrededor del país.
Su primera y única edición tuvo 12 equipos de doce ciudades diferentes, donde los 4 primeros equipos ascendían a Primera División. Debido a la culminación y no renovación del contrato de Cementos Argos como patrocinador de la Primera División a finales de 2018, la FCF determinó acabar este torneo y reformar la Primera División aumentando el cupo de participantes con equipos del Torneo Nacional de Futsal.

## Sistema de juego
Se jugaba a un solo torneo en modalidad de todos contra todos partidos de ida y vuelta en 22 fechas. Al finalizar el torneo los 4 primeros equipos clasificaban a la Primera División (Liga Colombiana de Fútbol Sala y/o Liga Argos).

## Equipos participantes 2018
| Equipo                      | Departamento    | Ciudad       | Coliseo                          |
| Academia Central            | Cundinamarca    | Cajicá       | Coliseo Fortaleza de Piedra      |
| Atlético Cauca Futsal       | Cauca           | Popayán      | Complejo Deportivo Coliseo Mayor |
| Barranquilleros FC          | Atlántico       | Barranquilla | Coliseo Universidad del Norte    |
| Club Atlético Santander     | Santander       | Bucaramanga  | Coliseo Edmundo Luna Santos      |
| Club Deportivo Inter        | Cundinamarca    | Soacha       | Coliseo León XIII                |
| Cóndor FC                   | Bogotá          | Bogotá D. C. | Coliseo Palacio de los Deportes  |
| ICSIN Futsal                | Valle del Cauca | Yumbo        | Coliseo Carlos Alberto Bejarano  |
| Santa Marta Beach Soccer    | Magdalena       | Santa Marta  | Coliseo del Buen Vivir           |
| Tigres del Quindío          | Quindío         | Armenia      | Coliseo del Sur                  |
| Universidad de Manizales    | Caldas          | Manizales    | Coliseo Ramon Marin Vargas       |
| Universidad Sergio Arboleda | Bogotá          | Bogotá D. C. | Coliseo Municipal Indeten, Tenjo |
| Universitarios Futsal Club  | Valle del Cauca | Cali         | Coliseo Mariano Ramos            |

## Historial
| Año  | Campeón               | Subcampeón               | Tercero   | Cuarto                   |
| ---- | --------------------- | ------------------------ | --------- | ------------------------ |
| 2018 | Atlético Cauca Futsal | Santa Marta Beach Soccer | Cóndor FC | Universidad de Manizales |

### Títulos por equipo
| Equipo                   | Campeón  | Subcampeón | Tercer lugar | Cuarto lugar |
| ------------------------ | -------- | ---------- | ------------ | ------------ |
| Atlético Cauca           | 1 (2018) | 0          | 0            | 0            |
| Santa Marta              | 0        | 1 (2018)   | 0            | 0            |
| Condor FC                | 0        | 0          | 1 (2018)     | 0            |
| Universidad de Manizales | 0        | 0          | 0            | 1 (2018)     |